# Altinbugha al-Maridani
Altinbugha al-Maridani (arabisch الطنبغا المارداني, DMG Alṭinbuġā al-Māridānī; † 1343) war ein hoher Würdenträger in der Mitte des vierzehnten Jahrhunderts im mamelukischen Ägypten und in Syrien. Er begann seine Karriere als Mundschenk unter dem Sultan al-Malik an-Nasir Muhammad. Daraufhin wurde er Emir einer Tausend und Polizeichef von Kairo. Schließlich heiratete Altinbugha al-Maridani eine Tochter des Sultans. Er konnte seine Karriere unter al-Aschraf Kuguk und as-Salih Ismael fortsetzen. 1343 starb er, als er Statthalter von Aleppo war. Heute ist er vor allem als Erbauer der Altinbugha-al-Maridani-Moschee bekannt, die er 1339 bis 1340, zu einer Zeit, als er schwer krank war, errichten ließ.